# От местопрестъплението: Ню Йорк
„От местопрестъплението: Ню Йорк“ (на английски: CSI: NY) е американски сериал, започнал излъчването си на 22 септември 2004 г. Той е вторият вторичен сериал на „От местопрестъплението“ и е представен за пръв път в епизод на „От местопрестъплението: Маями“, в който няколко от главните герои правят първите си появи.
На 10 май 2013 г. CBS обявява, че сериалът е спрян.

## „От местопрестъплението: Ню Йорк“ в България
В България сериалът се излъчва по AXN от 2005 г. Първите два сезона са излъчени съответно през 2005 и 2006 г. Трети сезон започва през 2007 г., всеки четвъртък от 22:00, с повторение в неделя от 21:00 и е озвучен. Четвърти сезон започва по на 5 март 2008 г., всяка сряда от 23:00 през първите четири седмици, а от 10 април всеки четвъртък, но не е озвучен. Последният епизод преди стачката на сценаристите е излъчен на 5 юни. През септември, след повторения на първата част епизоди от четвърти сезон, започват и новите, а последният епизод е излъчен на 28 октомври. Този път сезонът е дублиран, но с други артисти. На 4 март 2009 г. започва пети сезон, всяка сряда от 22:00. На 4 март 2010 г. започва шести сезон, всеки четвъртък от 22:00. На 3 март 2011 г. започва седми сезон, всеки четвъртък от 22:00. От 24 март разписанието е от 21:00 по два епизода, а от 5 май е отново от 22:00 по един. Последният епизод от сезона е излъчен на 16 юни. На 15 март 2012 г. започва осми сезон със субтитри, всеки четвъртък от 23:00 и завършва на 12 юли. На 13 ноември започва девети сезон, всеки вторник от 22:00. Първите два сезона, както и последните няколко, са със субтитри. В трети сезон дублажът е на студио Доли, а в останалите на студио Александра Аудио.
Сериалът се излъчва и по AXN Crime.
Излъчването на първи и втори сезон с български дублаж по TV7 започва през 2007 г., първоначално всяка сряда от 00:30, по-късно всеки вторник от 03:45, а след това от понеделник до петък от 00:00. Трети сезон започва през март 2009 г. На 15 ноември започва четвърти сезон с разписание всеки ден от 20:00 с повторение от 14:00 или 14:10 и завършва на 5 декември. На 14 юли 2010 г. започва пети сезон с разписание в сряда и четвъртък от 20:00 и завършва на 6 октомври. На 7 октомври започва шести сезон със същото разписание. На 3 август 2012 г. започва седми сезон, всеки делник от 21:00 и завършва на 31 август, а един епизод остава неизлъчен. На 26 септември започва осми сезон, всяка сряда от 21:00. На 12 ноември 2013 г. започва девети сезон от вторник до петък от 23:00. Дублажът е на студио Доли.
На 5 май 2015 г. започва трети сезон по Кино Нова, всеки ден от 20:00 с повторение от 00:00. Той завършва на 28 май. На 29 май започва четвърти сезон. На 21 юли 2017 г. започва пети сезон и завършва на 14 август. На 15 август започва шести сезон. На 25 февруари 2019 г. започва седми сезон. На 19 март започва осми сезон. На 27 юли 2020 започва девети сезон и завършва на 27 август. Дублажът е записан наново.
Ролите се озвучават от артистите Ева Демирева, Анна Петрова, Владимир Пенев, Иван Танев от първи до четвърти сезон, Ивайло Велчев от четвърти до девети и Георги Георгиев – Гого. В няколко епизода на трети сезон Иван Танев е заместен от Виктор Танев, а изцяло в четвърти Георги Георгиев – Гого и Анна Петрова са заместени съответно от Ивайло Велчев и Милена Живкова, която за кратко е заместена от Татяна Захова. В епизоди 15-17 на седми сезон Георги Георгиев – Гого е заместен от Емил Емилов. В седми епизод от шести сезон специално участие заема Васил Бинев за ролята на Хорейшио Кейн в частта, която показва какво се е случило. В дублажа на Александра Аудио са Даринка Митова, Елена Бойчева, Стефан Сърчаджиев – Съра в четвърти сезон, Георги Тодоров от пети до края на дублажа, Петър Калчев и Николай Пърлев. В последните няколко епизода от четвърти сезон Светлана Смолева замества Бойчева, а от осми до петнайсети епизод Анатолий Божинов замества Съра. В трети сезон на Кино Нова ролите се озвучават от артистите Нина Гавазова, Ася Братанова, Димитър Иванчев Стефан Сърчаджиев – Съра и Светозар Кокаланов.